# Mariano Luis de Urquijo
Mariano Luis de Urquijo y Muga (Bilbao, 8 de septiembre de 1769 – París, 3 de mayo de 1817) fue un político de los tiempos de la Crisis del Antiguo Régimen. Fue Secretario de Estado y del Despacho de Carlos IV entre 1798 y 1800 y de José I Bonaparte entre 1808 y 1813.

## Biografía

### Formación
Instalado desde niño con su familia en la Corte, se matriculó en la Universidad de Salamanca, donde alcanzó el grado de bachiller en Filosofía, Leyes y Cánones. Amigo y discípulo de Juan Meléndez Valdés y Ramón de Salas, el joven Urquijo se empapó durante su etapa universitaria de las ideas reformistas que provenían de Europa. En 1791 publicó una traducción de La muerte de César de Voltaire. En plena polémica sobre el teatro dieciochesco, el Discurso introductorio presentaba una acerva crítica de la escena dramática española y proponía como solución la adopción de las reglas neoclásicas, ofreciendo La muerte de César como ejemplo a imitar. Seguramente las compañías de teatro madrileñas le denunciaron a la Inquisición, quien llegó a procesarle, aunque al final sólo le condenó a una pena muy ligera.
Protegido por el conde de Aranda, que alabó su "talento no muy común para redactar expedientes", Urquijo entró en 1792 en la Secretaría de Estado como oficial noveno. Seis años más tarde Urquijo era ya oficial mayor más antiguo, en lo que fue una fulgurante carrera de ascensos. Durante unos pocos meses en 1796 Urquijo residió en la capital británica en calidad de secretario de la embajada española. Además de disfrutar de mayor libertad que en España, Urquijo aprovechó la estancia para conocer el sistema constitucional británico. Al parecer, aprovechó también la oportunidad para realizar copias de las Actas de Navegación, servicio por el que fue felicitado por Manuel Godoy.

### Secretario de Estado (1798-1800). El "cisma de Urquijo"
La baja por enfermedad de Francisco Saavedra obligó a Carlos IV a habilitar a Mariano Luis de Urquijo como secretario de Estado el 13 de agosto de 1798. Urquijo supo ganarse la confianza de los monarcas y el 21 de febrero de 1799 recibió la plaza en interinidad. No fue el momento más idóneo para hacerse con las riendas de la política exterior española, pues la República Francesa, con la que la monarquía española se hallaba vinculada desde la firma del Tratado de San Ildefonso de 1796, afrontaba una nueva guerra en el continente. Urquijo mantuvo la fidelidad española a la alianza, aunque lamentase que el Directorio tratara a España "como una provincia francesa más".
Urquijo también se caracterizó por impulsar reformas de carácter ilustrado, que sus antecesores ya dejaron esbozadas pero que por diferentes razones no se atrevieron a emprender. Destacó entre todas ellas el decreto de 5 de septiembre de 1799 que, aprovechando las circunstancias producidas por la sede vacante (el papa Pío VI había muerto el 29 de agosto) y la ocupación francesa de Roma. Este decreto suponía el culmen del regalismo español:

La divina Providencia se ha servido llevarse ante sí en 29 de agosto último el alma de nuestro Santísimo padre Pio VI; y no pudiéndose esperar de las circunstancias actuales de Europa, y de las turbulencias que la agitan, que la elección de un sucesor en el Pontificado se haga con aquella tranquilidad y paz tan debidas, ni acaso tan pronto como necesitaria la Iglesia; a fin de que entre tanto mis vasallos de todos mis dominios no carezcan de los auxilios precisos de la religión, he resuelto que hasta que Yo les de a conocer el nuevo nombramiento de Papa, los Arzobispos y Obispos usen de toda la plenitud de sus facultades, conforme a la antigua disciplina de la Iglesia para las dispensas matrimoniales y demás que les competen: que el tribunal de la Inquisicion siga como hasta aquí ejerciendo sus funciones, y el de la Rota sentencie las causas que hasta ahora le estaban cometidas en función de la comisión de los papas, y que Yo quiero ahora que continúe por sí. En los demás puntos de consagración de Obispos y Arzobispos, u otros cualesquiera más graves que puedan ocurrir, me consultará la Cámara, cuando se verifique alguno, por mano de mi primer Secretario de Estado y del Despacho; y entonces con el parecer de las personas a quienes tuviese a bien pedirle, determinaré lo conveniente, siendo aquel supremo tribunal el que me lo represente, y a quien acudirán todos los Prelados de mis dominios hasta nueva orden mia. Tendrase entendido en mi Consejo y Cámara, y expedirá estas las órdenes correspondientes a los referidos Prelados para su cumplimiento

Tales medidas fueron apoyadas por una minoría de eclesiásticos de miras ilustradas, denominados "jansenistas", como el obispo de Salamanca Antonio Tavira, Juan Antonio Llorente o Joaquín Lorenzo Villanueva y otros canónigos de la Colegiata de San Isidro, como Juan Antonio Rodrigálvez y José Espiga (a quien se considera redactor del decreto).

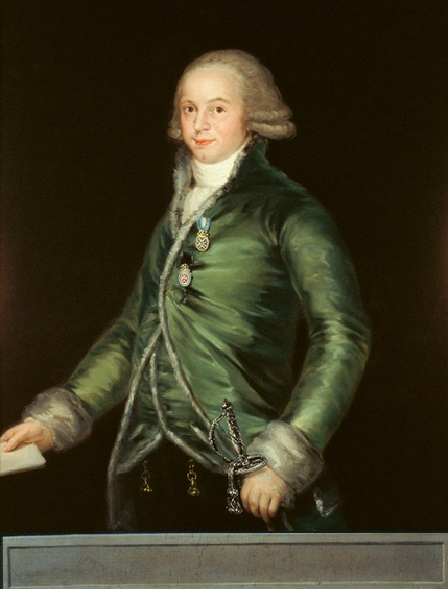
Retrato de Mariano Luis de Urquijo (1800), por Francisco Agustín (Real Academia de la Historia, Madrid).

Su política ilustrada y su carácter altivo le acarrearon poderosos enemigos, pertenecientes a la facción cortesana "jesuita" o "beata", dirigida por Manuel Godoy. La caída del Directorio tras el golpe de Estado del 18 de brumario (9 de noviembre de 1799) supuso el comienzo del fin para Urquijo, pues España no precisaría con Napoleón de un interlocutor con veleidades reformistas. El decreto fue retirado el 29 de marzo de 1800, quince días después de la proclamación del nuevo papa, Pío VII. Una intriga urdida por Godoy, el nuncio Filipo Casoni y el propio papa, suscitando el rumor de que Urquijo no solo era un peligro para la religión, sino también para la propia monarquía española, persuadió a Carlos IV de la necesidad de prescindir de él. Le exoneró de su cargo el 13 de diciembre de 1800, obligándole a abandonar la corte y prohibiéndole cualquier tipo de contacto tanto con el rey como con la reina María Luisa. Su cese desató una purga política hacia quienes habían sido sus apoyos, fuesen o no jansenistas.
Como secretario de Estado facilitó uno de los viajes científicos y de exploración de Alexander von Humboldt a la América hispana, proveyéndole de dos salvoconductos, uno otorgado por el propio Urquijo y otro extendido por el Consejo de Indias.

### Destierro. Zamacolada.
Desterrado en Bilbao, Urquijo fue actor involuntario de los alborotos de la "machinada" conocida como "la Zamacolada". Convertido en mediador entre las autoridades de la Diputación del Señorío de Vizcaya y los "machines", Urquijo se convenció de que las modificaciones en la legislación foral producirían graves trastornos sociales. Finalmente, aunque no se probó que su conducta fuese "criminosa", se decidió su salida del Señorío de Vizcaya, así como la de su padre o la de su gran amigo Mazarredo.
Durante esta etapa de proscripción, que se extendió en el tiempo hasta la entronización de Fernando VII Urquijo escribió unos interesantísmos Apuntes para la memoria sobre mi vida política, persecuciones y trabajos padecidos en ella, de gran valor como documento histórico y como testimonio personal.

### Gobierno con José Bonaparte (1808-1813)
En 1808 Urquijo fue uno de los personajes que advirtieron infructuosamente a Fernando VII de los peligros que suponía el encuentro con Napoleón. En la capital vizcaína Urquijo conoció el levantamiento del 2 de mayo y las abdicaciones de Bayona del 5 de mayo, episodios que despertaron en él el temor a una guerra "exterminadora" con Francia. Napoleón lo mandó llamar a Bayona y allí se convenció de la necesidad de colaborar con la nueva dinastía representada por José I Bonaparte, especialmente por la oportunidad histórica de elaborar una Constitución que pusiera fin a la arbitrariedad y al despotismo. A tal efecto Urquijo confeccionó unas "Reflexiones" para ser tenidas en cuenta en la redacción del llamado Estatuto de Bayona, donde planteaba la supresión de los derechos feudales y de los privilegios eclesiásticos, la desaparición de algunas órdenes militares, la desamortización de sus bienes y la democratización de sus capítulos, el establecimiento del librecambio o la elaboración de un código propio para las Indias. Significativamente recomendó, seguramente marcado por sus traumáticas experiencias de la Zamacolada, no tocar el ordenamiento foral de las Provincias Vascongadas y Navarra. Fue la primera referencia a los fueros en un texto constitucional, la única en el siglo XIX.
Urquijo fue uno de los más destacados josefinos y ocupó altos cargos en el gobierno "intruso": la cartera ministerial de Estado, que comportaba el refrendo de leyes y decretos, la convocatoria de los consejos privados y de ministros y la custodia de los archivos. Su papel político fue de primera magnitud, cuya influencia superaba incluso las responsabilidades oficiales que tenía encomendadas. Se encargó además de escribir diferentes artículos en la Gaceta de Madrid donde explicaba el sentido de diferentes medidas josefinas. Especialmente destacó por su hostilidad hacia los Borbones, las órdenes religiosas y los Grandes de España, defendiendo además que los bienes de los que hubieran huido fuesen embargados. Al margen de su actividad política, se convirtió en un rico propietario gracias a la desamortización josefina.

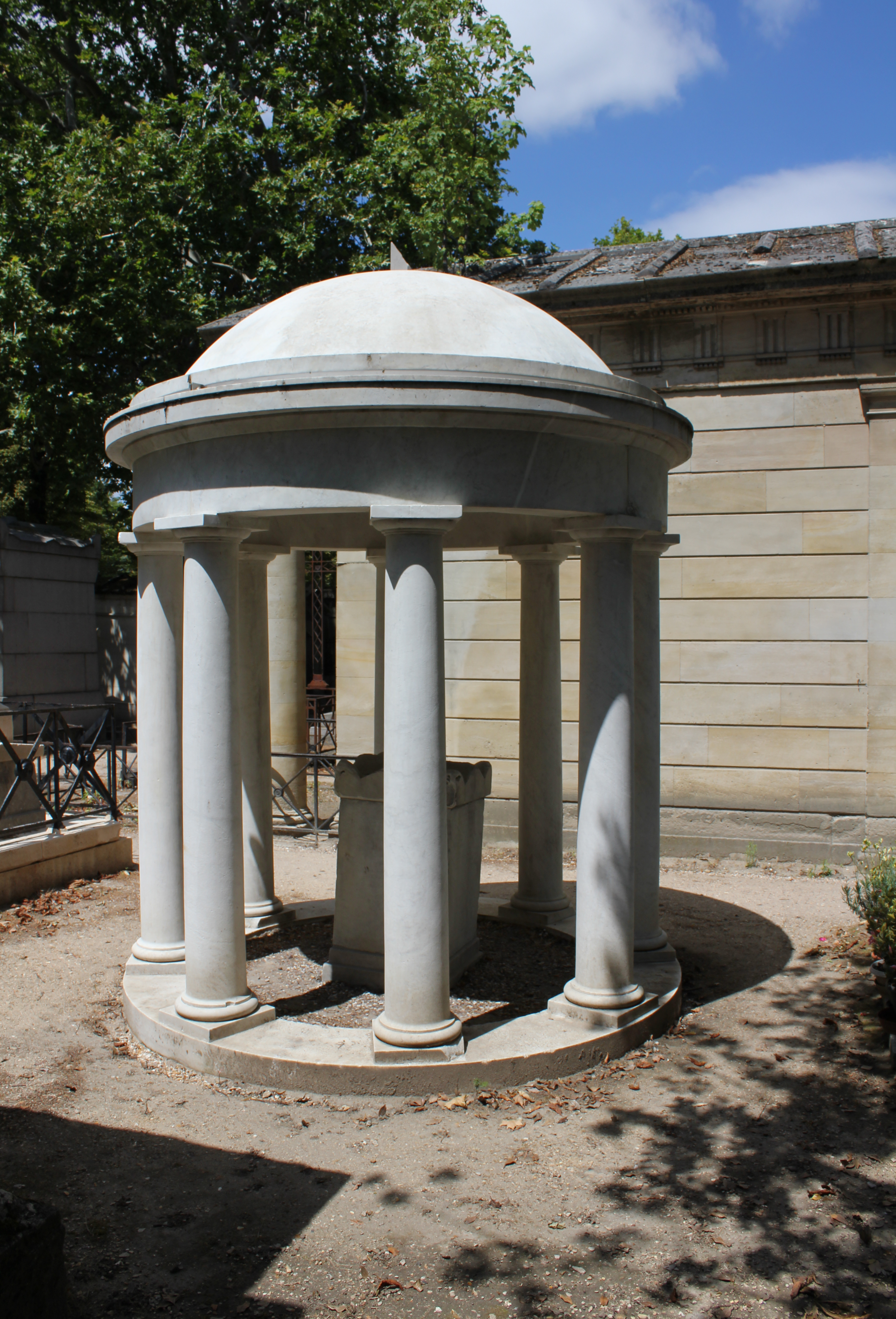
Tumba de Mariano Luis de Urquijo en el Cementerio del Père-Lachaise, (París).

### Últimos años
En 1813, junto con otros destacados josefinos, atravesó los Pirineos acompañando a las tropas francesas y a José I Bonaparte. Un año más tarde dirigió una representación a Fernando VII solicitando con más honradez y valentía que posibilidades de éxito el perdón para todos los afrancesados que se habían visto obligados a escoger el camino del exilio.
Según revelan unas palabras póstumas, Urquijo nunca se arrepintió de sus decisiones:
"En el silencio de la noche, cuando el sueño no viene, repaso mi vida; y nada encuentro de que deba avergonzarme, ni como hombre público, ni como ciudadano español. Esta tranquilidad de conciencia me hace superior a las injusticias y a las proscripciones".
En 1817 Urquijo murió en la capital francesa, víctima de una negligencia médica. Se ponía así fin a la vida de un personaje trágico, donde se mezclaban de manera mórbida rasgos del viejo y del nuevo mundo, que terminó siendo superado por los acontecimientos.

## Nombramientos y honores
Además de secretario de Estado y ministro de Estado, Urquijo fue consejero de Estado y ministro plenipotenciario en la República Bátava (cargo que nunca llegó a ejercer). En 1800 fue nombrado junto con su padre, Francisco Policarpo de Urquijo, diputado general del Señorío de Vizcaya. También recibió el nombramiento honorario de socio de la Real Sociedad Económica Matritense de Amigos del País y de la Real Sociedad Bascongada de Amigos del País.
Fue caballero de la Orden de Malta -a pesar de que los naturales de Vizcaya estaban dispensados de pertenecer a la orden-, de la Orden de Carlos III y de la Orden Real, que fue como la monarquía josefina rebautizó a la Orden del Toisón de Oro.
| Predecesor: Francisco de Saavedra | Secretario de Estado de España 1798-1800                                                                                 | Sucesor: Pedro Cevallos Guerra |
| Predecesor: (sin predecesor)      | Ministro-Secretario de Estado de España (cargo surgido durante el reinado de José I Bonaparte sin continuidad) 1808-1813 | Sucesor: (sin sucesor)         |